# Royal Bermuda Regiment
Das Royal Bermuda Regiment ist die lokale Verteidigungseinheit des Britischen Überseegebiets Bermuda und der einzige noch bestehende Truppenteil der Bermudagarnison der britischen Armee.
Seit 1995 unterhält Bermuda das Bermuda Regiment als einzige bewaffnete Einheit.

## Vorgeschichte
Nach dem Ende des Amerikanischen Unabhängigkeitskrieges im Jahre 1783 ersetzte die britische Royal Navy ihre verlorenen Flottenbasen durch den Stützpunkt Bermuda, um von dort die USA angreifen zu können. Die Marineeinrichtungen umfassten eine Admiralität, eine Werft und ein Seegeschwader.
Als Reserve für die regulären, in der Kolonie stationierten Armee-Einheiten wurde 1894 das Bermuda Volunteer Rifle Corps (BVRC) und 1895 die Bermuda Militia Artillery (BMA) aufgestellt. Das BVRC rekrutierte nur Mitglieder der Schützenvereine. Da deren Mitgliedschaft in diesen auf Weiße beschränkt war, konnten keine Farbigen angeworben werden. Die BMA hingegen rekrutierte vor allem Schwarze, die von weißen Offizieren befehligt wurden.

### Erster Weltkrieg

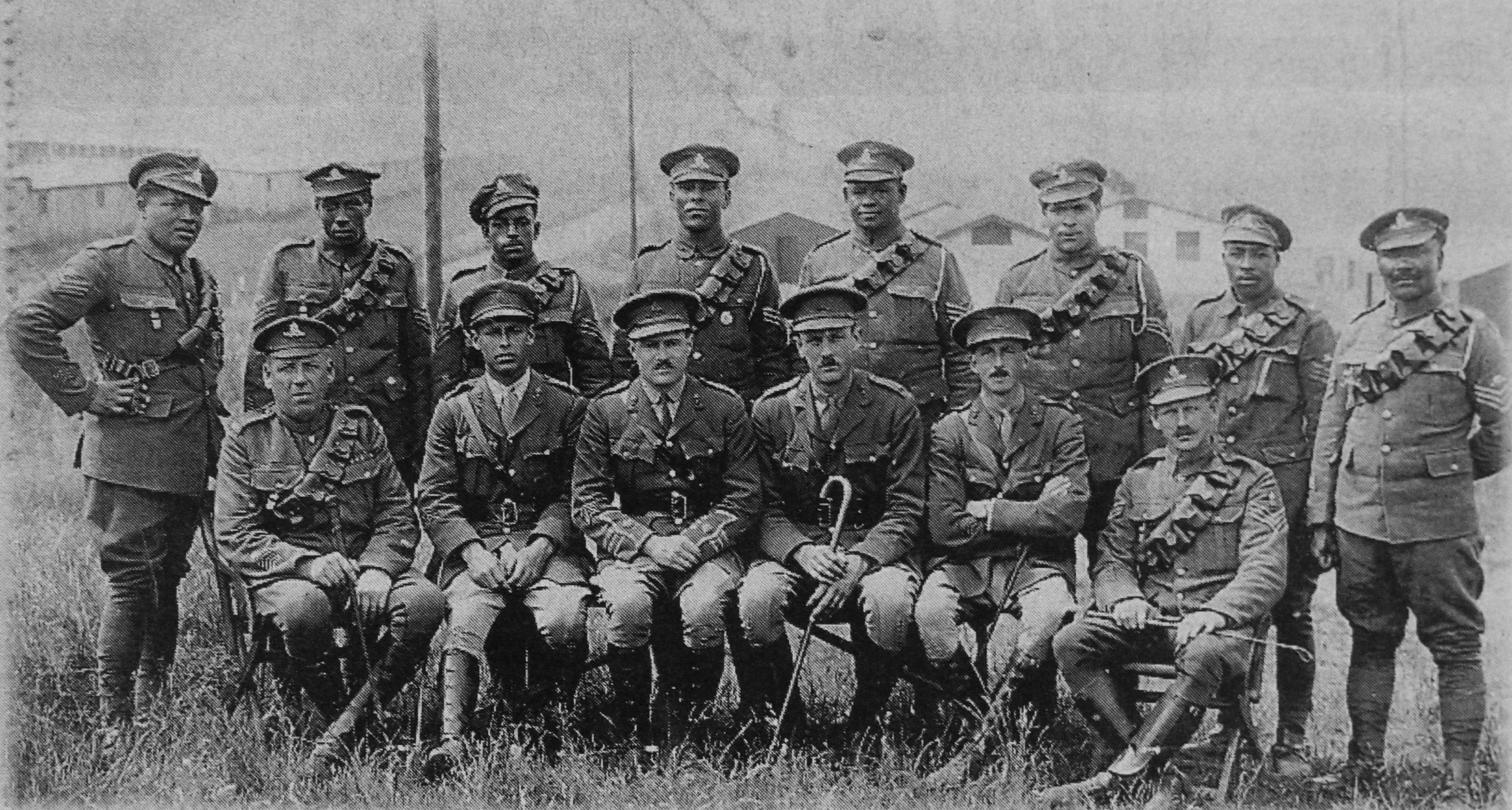
Bermuda Contingent RGA Offiziere und Unteroffiziere in Frankreich während des Ersten Weltkriegs.

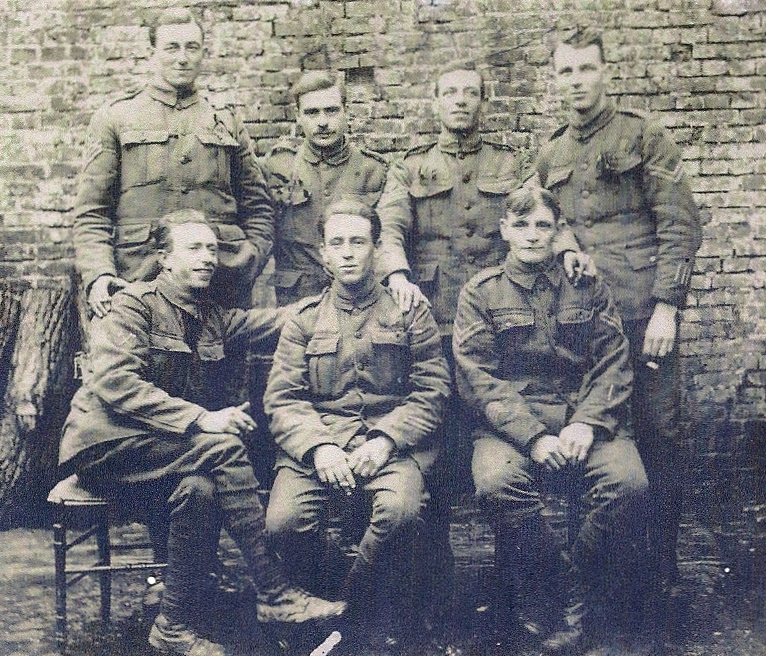
Unteroffiziere und Jäger (oder Private) des Kontingents des BVRC zu den Lincolnshire Regiment, an der Westfront, 1918

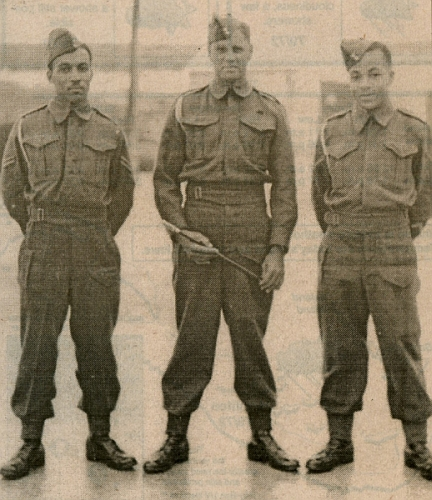
Ein Warrant Officer und Unteroffiziere der BMA bei der Küstenartilleriebatterie St. David’s im Jahr 1944

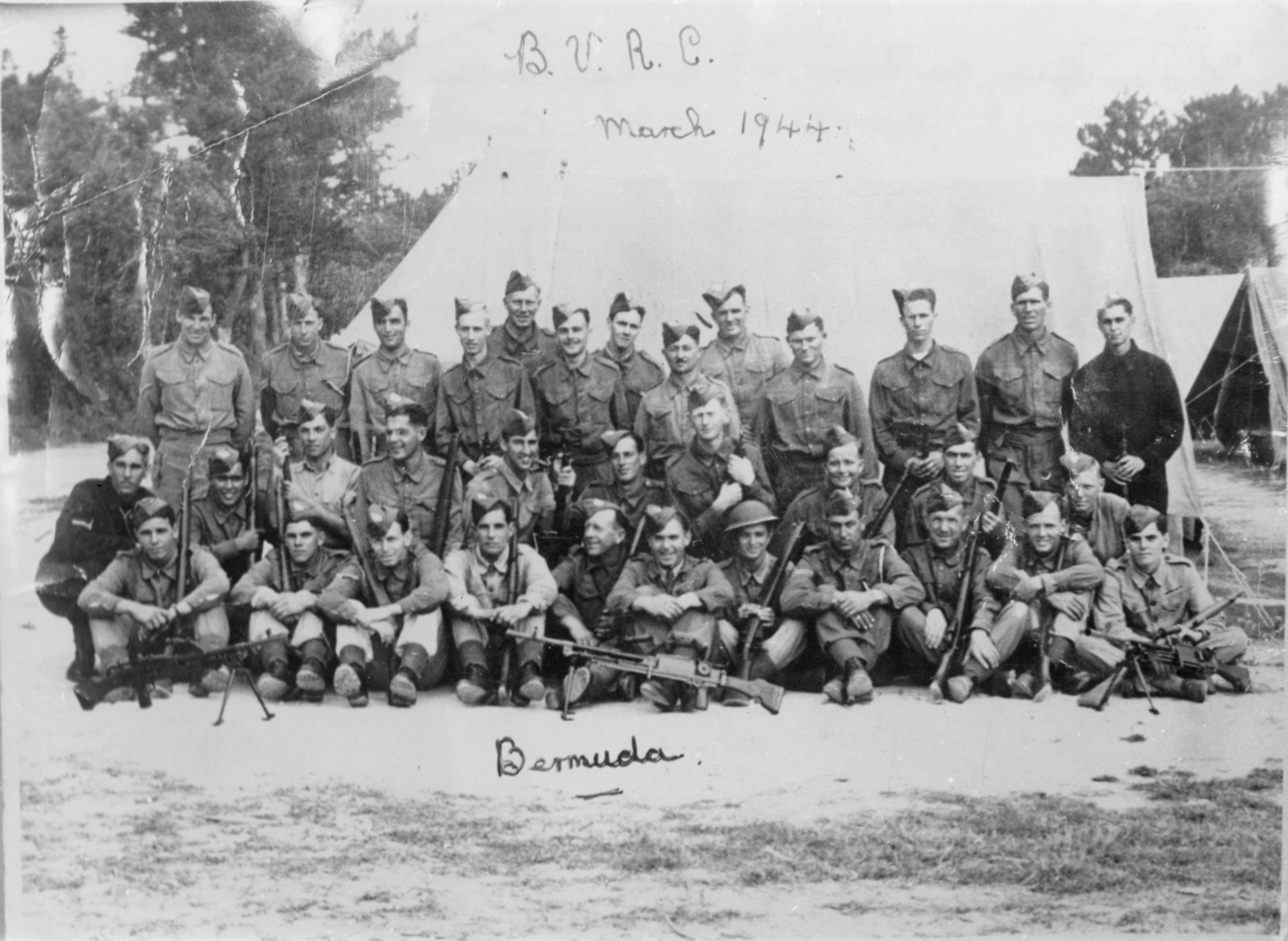
Ein Zug des BVRC im März 1944

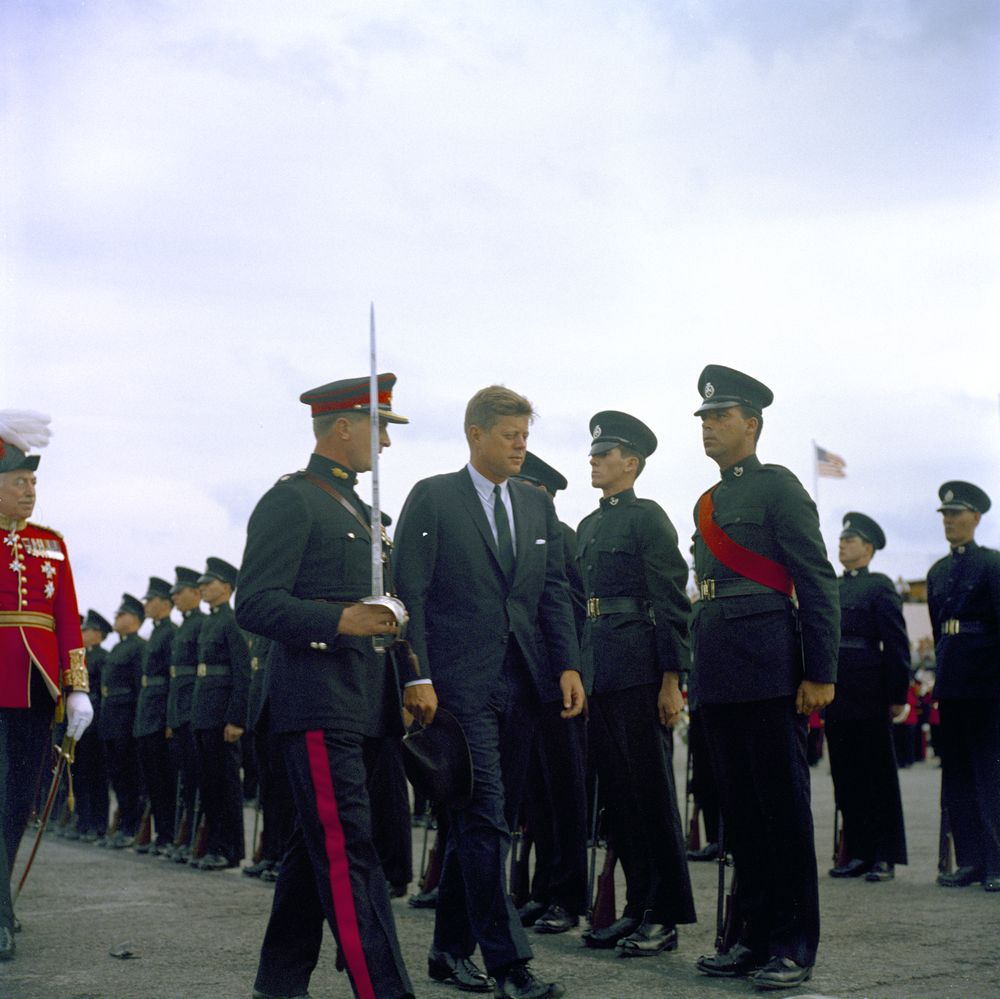
Präsident der Vereinigten Staaten JF Kennedy und ein Offizier der BMA inspizieren die Bermuda Rifles, 1961

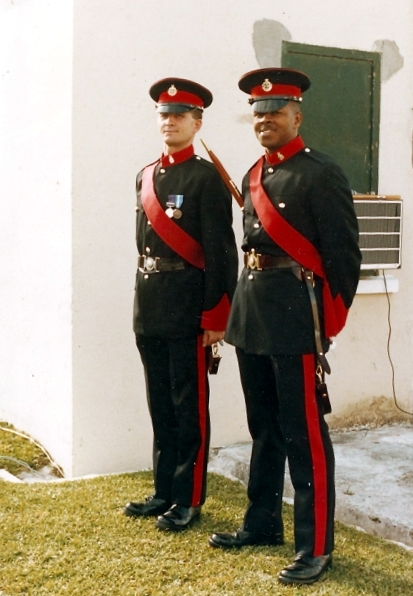
RBR Warrant Officers.

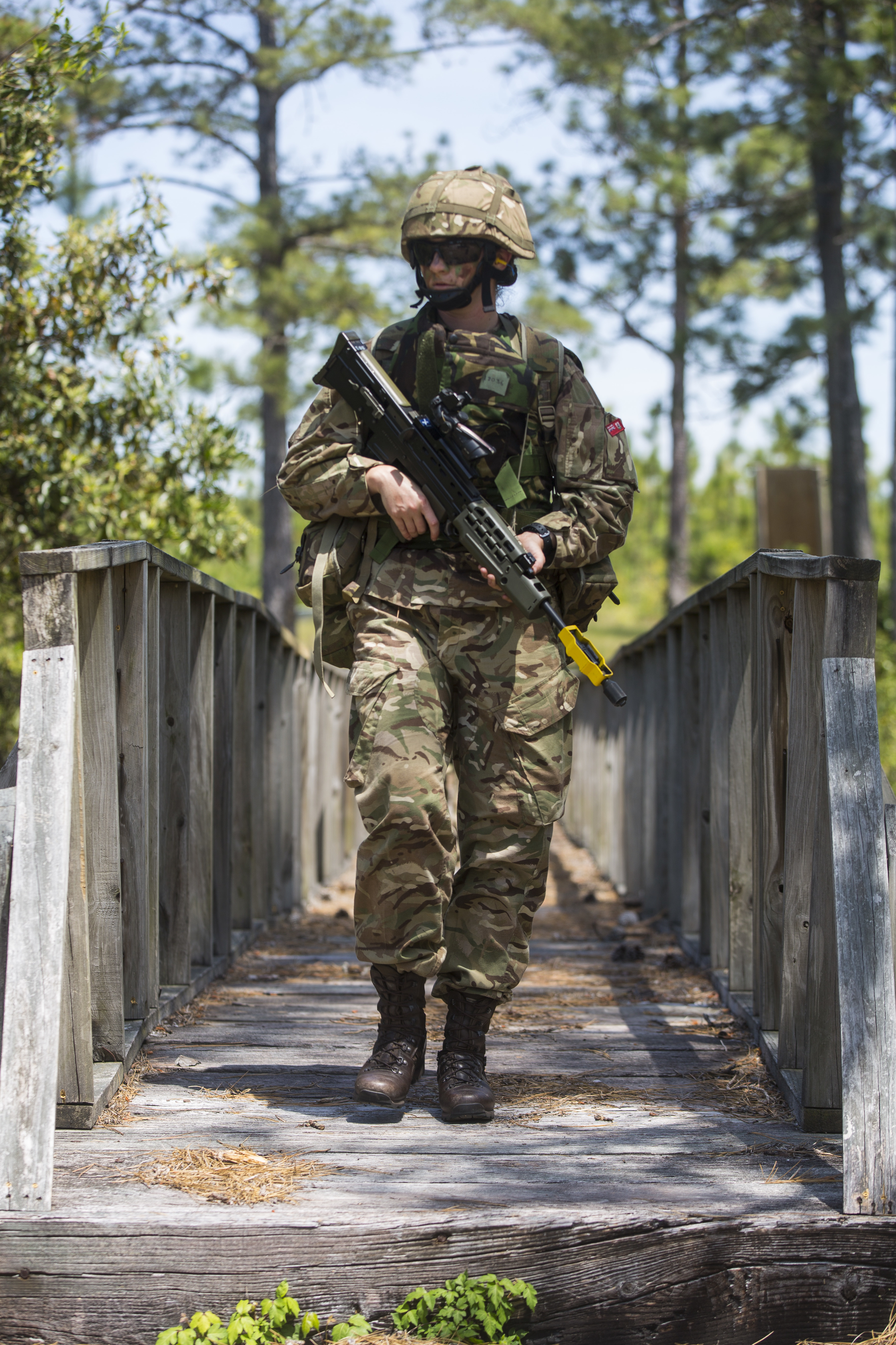
RBR Soldat mit einem L85A2-Gewehr im Camp Lejeune des United States Marine Corps im Jahr 2018

In beiden Weltkriege waren BVRC und BMA im Ausland eingesetzt. Das BVRC stellte während des Ersten Weltkriegs zwei Kontingente im Verbund des Lincolnshire Regiment. Das erste Kontingent (Captain (temporary Major) Richard J. Tucker und 88 Unteroffiziere und Jäger) kämpfte ab Juni 1915 innerhalb des Ersten Bataillons der Lincolns bei Ypern. In der Schlacht an der Somme wurde beim Angriff auf Gueudecourt am 25. September 1916 mehr als die Hälfte der noch einsatzfähigen Soldaten dieses Kontingents getötet oder verwundet (ein Dutzend Soldaten blieben). Ein zweites Kontingent (ein Offizier und 36 Unteroffiziere und Jäger) wurde im September 1916 nach Frankreich verschifft.
Die BMA entsandte 1916 insgesamt 201 Offiziere, Unteroffiziere und Mannschaften. Der Kommandant war Thomas Melville Dill, der Großvater des Schauspielers Michael Douglas. Sie dienten in der Royal Garrison Artillery (BCRGA) und lieferten Munition an die Artillerie-Batterien an der Westfront. Ein zweites Kontingent wurde im Jahr 1917 nach Frankreich entsandt.

### Zwischen den Weltkriegen
Im Jahr 1921 wurde das Bermuda Volunteer Rifle Corps in Übereinstimmung mit der Territorial Army (die im Jahr 1907 im Mutterland geschaffen wurde, als die Yeomanry- und die Volunteer Force-Einheiten zusammengelegt worden waren) neu organisiert. Ein volunteer Soldat hatte mit einer Frist von vierzehn Tagen (Kündigung) aus dem Korps austreten können, es sei denn, er war zur jährlichen Ausbildung oder zum aktiven Dienst verpflichtet. Ein Territorialsoldat, der vier Jahre lang verlobt war. Da Milizsoldaten bereits seit vier Jahren im Einsatz waren, wurde die Bermuda-Milizartillerie 1921 nicht neu organisiert. Nach dem Ersten Weltkrieg, da die deutsche Marine die maritime Vormachtstellung Großbritanniens nicht mehr gefährdete und der als dauerhafte Frieden angenommen wurde, Die Finanzierung und das Personal der britischen Armee wurden drastisch reduziert. Die meisten kolonialen Garnisonen wurden beendet. Die Garnison auf Bermuda wurde aus dem Gouverneur und Oberbefehlshaber von Bermuda (normalerweise ein Generalleutnant oder Generalmajor), ein Kommandohauptquartier, zwei reguläre Kompanien und eine Milizeinheit (Bermuda Militia Artillery) der Royal Artillery reduziert. Eine Festungskompanie der Royal Engineers, ein Bataillon regulärer Infanterie und des Bermuda Volunteer Rifle Corps sowie verschiedene Einheiten und Abteilungen von unterstützenden Korps (Royal Army Service Corps, Royal Army Ordnance Corps, Royal Army Medical Corps, Royal Army Pay Corps) zu der Gouverneur und Oberbefehlshaber, das Kommandohauptquartier, eine Abteilung Royal Engineers, Abteilungen der regulären Infanterie, das Royal Army Service Corps, das Royal Army Ordnance Corps und das Royal Army Pay Corps sowie eine Kompanie der Royal Army Medical Corps, sowie die Bermuda Miliia Artillery und Bermuda Volunteer Rifle Corps in den 1930er Jahren.
Da die beiden regulären Artilleriekompanien 1928 von Bermuda abgezogen wurden, musste die Bermuda Militia Artillery jederzeit kriegsbereit sein. Britische Milizeinheiten konzentrierten die gesamte Ausbildung in einem einzigen Jahreslager, das mehrere Wochen dauerte und nicht mehr geeignet war. Die Artillerie der Bermuda-Miliz wurde folglich im Jahr 1928 in Übereinstimmung mit der Territorialarmee neu organisiert. Dies bedeutete, dass sein Personal während einer wöchentlichen Übungsnacht, einem monatlichen Wochenendlager und einem jährlichen Lager von zwei Wochen Dauer geschult wurde.
Die Scheinwerfer der Küstenartilleriebatterien auf Bermuda wurden von der 27 Fortress Company of the Royal Engineers betrieben, aber da diese 1928 zurückgezogen wurde, wurde 1931 eine neue Reserveeinheit geschaffen, die in Übereinstimmung mit der Territorial Army organisiert war Bermuda Volunteer Engineers, diese trugen die Uniform und das Abzeichen der Royal Engineers und waren für die Bot-Suchscheinwerfer und die Funkkommunikation verantwortlich.

### Zweiter Weltkrieg und Nachkriegszeit

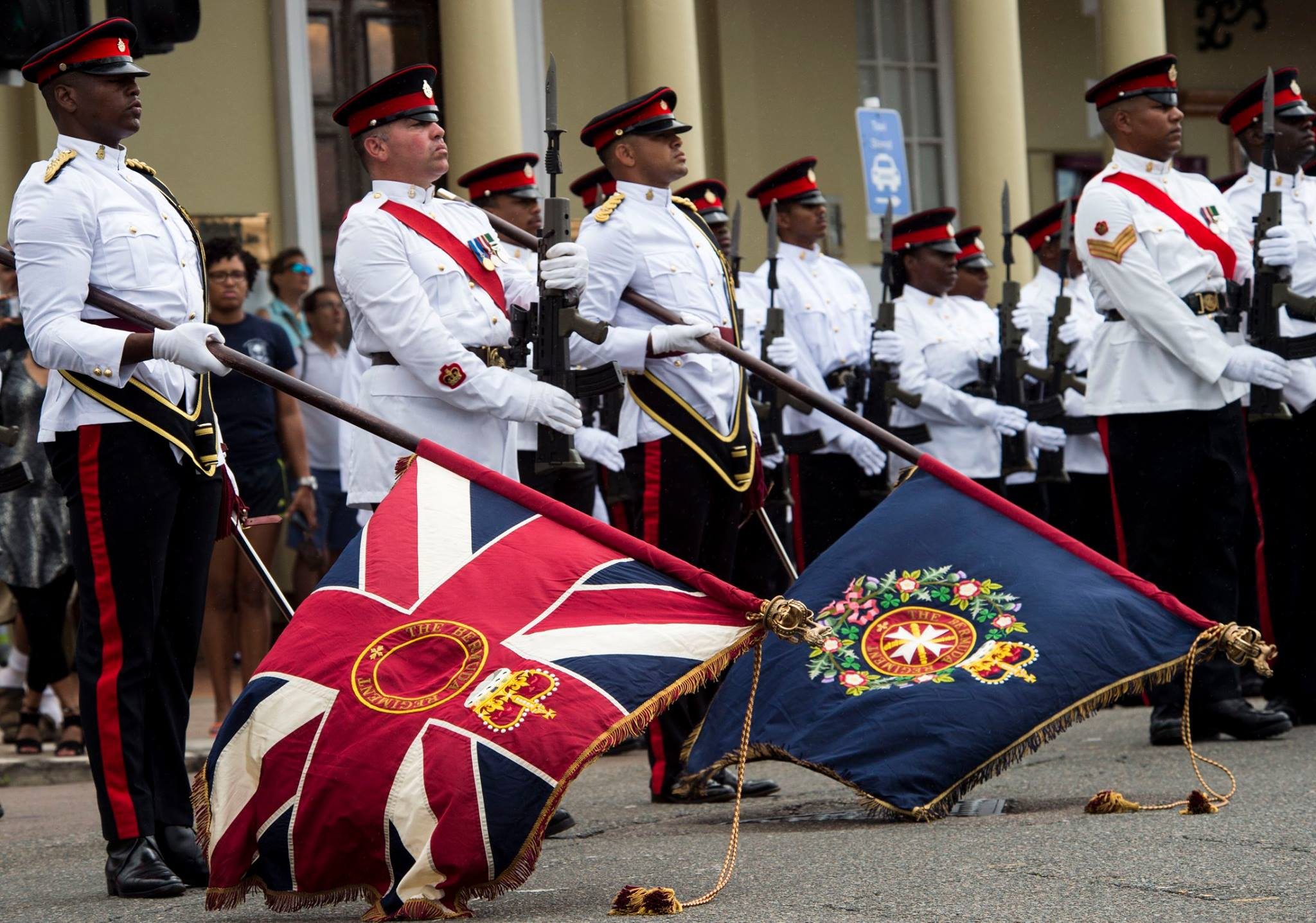
Colour Party des Royal Bermuda Regiment bei der Geburtstagsparade der Königin am 10. Juni 2017

Die Bermuda Militia Artillery und die Bermuda Volunteer Engineers wurden am 24. August 1939 verkörpert und für den Zweiten Weltkrieg mobilisiert. Das Bermuda Volunteer Rifle Corps begann gleichzeitig mit den Vorbereitungen, wurde aber erst am 4. September 1939 aufgestellt. Eine neue Infanterie Regiment, organisiert in Übereinstimmung mit der Territorial Army und benannt die Bermuda Militia Infantry wurde am 6. Oktober 1939 geschaffen und für die Dauer des Krieges verkörpert. Eine Home Guard wurde auch im Jahr 1942 geschaffen. Dies wurde geschaffen, um die beiden Kompanien zu ersetzen, die nach Übersee vorgingen: eine kombinierte Kompanie, die von der Bermuda Militia Artillery und der Bermuda Militia Infantry abgelöst wurde, die den Ausbildungskader des neuen 1st Caribbean Regiment bildeten; und die vom Bermuda Volunteer Rifle Corps losgelöste Kompanie, die zur gleichen Zeit ins Ausland ging.
Ein früheres Kontingent war im Juni 1940 nach Übersee ausgereist. Dieses bestand hauptsächlich aus Personal des Bermuda Volunteer Rifle Corps, aber ein Offizier der Bermuda Miltia Artillery (Lieutenant PL Purcell) und vier Pioniere der Bermuda Volunteer Engineers wurden für den Transit nach England eingesetzt, wo sie getrennt, um sich ihrem jeweiligen Elternkorps anzuschließen. Viele andere Freiwillige aus allen vier lokalen Einheiten trainierten an der Bermuda Flying School und wechselten während des Krieges zur Royal Air Force. Zwei Offiziere der Bermuda Militia Artillery (Second-Lieutenant RM Gorham und Second-Lieutenant MF Gregg) meldeten sich ebenfalls freiwillig, um nach Übersee zu gehen, um sich als Piloten des Airborne Observation Post (Artilleriebeobachter Pilot) auszubilden, einer diente im Mittelmeer und in der Schlacht von Anzio und der andere im Fernen Osten.
Die beiden Kontingente des Bermuda Volunteer Rifle Corps wurden in das Lincolnshire Regiment aufgenommen. Die BMA diente als Teil des 1. Caribbean Regiment in Italien, Nordafrika, und Palästina. Ein Offizier der BMA, Major PL Purcell, wurde am Ende des Krieges Pressesprecher des britischen Besatzungstruppen in Deutschland; er war verantwortlich für die Steuerung der Medien in der britischen Zone.
Im Jahr 1946 wurden alle lokalen Reserveeinheiten demobilisiert. Es gab keine Rekrutierung, es gab nur festes Personal, bis 1951, als nur die Bermuda Militia Artillery und das Bermuda Volunteer Rifle Corps wieder mit der Rekrutierung begannen. Im Jahr 1949 wurde das Bermuda Volunteer Rifle Corps in Bermuda Rifles umbenannt. Im Jahr 1951 wurden die Werft und der Marinestützpunkt der Royal Navy (Royal Naval Dockyard, Bermuda oder His Majesty’s Dockyard, Bermuda) wurde nur noch ein Marinestützpunkt (Her Majesty’s Naval Base, Bermuda oder HMS Malabar). Im Jahr 1957 die britische Armee verlegte sämtliche Verbände, alle Einheiten außer den Reserve (BMA und BVRC), ins Mutterland zurück. Die Küstenartilleriegeschütze waren veraltet und wurden außer Dienst gestellt. Im Jahr 1953 die BMA wurde in eine Infanterieeinheit umgewandelt, behielt jedoch das Recht, weiterhin die Abzeichen der Royal Artillery und deren Uniform zu tragen.

## Geschichte
Am 1. September 1965 wurden das BVRC und die BMA zusammengelegt, um das Bermuda Regiment zu bilden.
Die Mehrheit der Soldaten des Bermuda Regiment waren Wehrpflichtige.
Im Jahr 1995, nach dem Ende des Kalten Kriegs, wurden alle britischen, kanadischen und amerikanischen Marinestützpunkte auf den Bermudas (HMS Malabar, Canadian Forces Station Bermuda, United States Naval Air Station Bermuda, United States Naval Air Station Bermuda Annex, und United States Naval Facility Bermuda) geschlossen. Die Anzahl der Soldaten des Bermuda Regiment sank von etwa 750 (im Regimentshauptquartier, drei Schützenkompanien und einer Unterstützungskompanie) in den 1990er auf zuletzt 340 (im Regimentshauptquartier zwei Schützenkompanien, ein Logistikunternehmen und ein Trainingsgeschwader).
Im Jahr 2015 wurde das Bermuda Regiment in Royal Bermuda Regiment umbenannt.

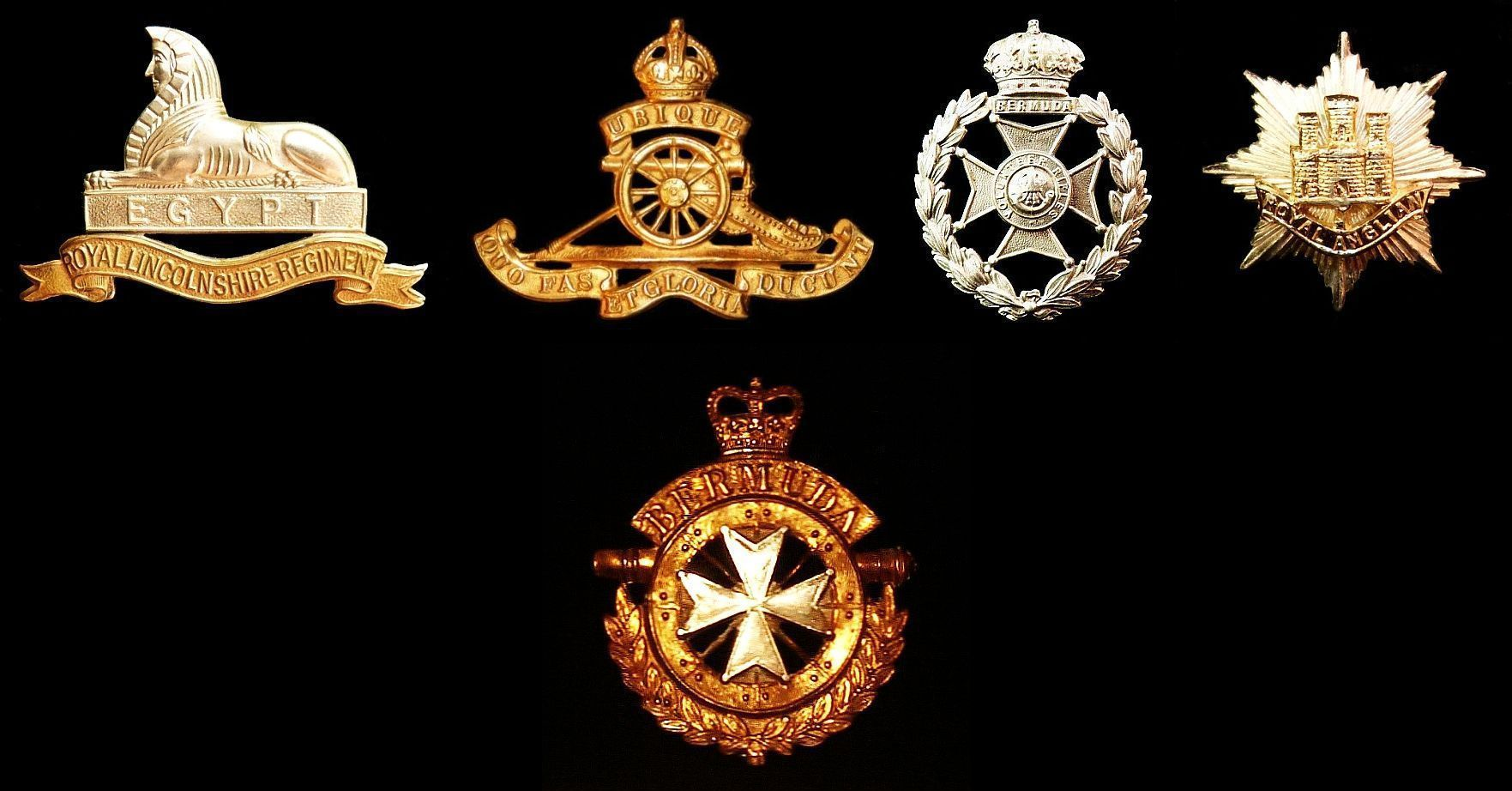
Das Abzeichen des Royal Bermuda Regiment (unten) enthält Details des Royal Artillery (Bermuda Militia Artillery) und des Bermuda Volunteer Rifle Corps. Das BVRC stellte in beiden Weltkriegen Soldaten des Royal Lincolnshire Regiment. Das Bermuda Regiment ist heute Schwesterregiment des Royal Anglian Regiment.

## Gegenwart
Mit dem Defence Amendment Act 2018 wurde die Wehrpflicht aufgehoben.

## Netzauftritt
- www.bermudaregiment.bm